# Holger Hansson
Holger Valdemar Hansson (født 26. januar 1927, død 17. januar 2014) var en svensk fodboldspiller (forsvarer) og -træner.
På klubplan tilbragte Hansson hele sin karriere, fra 1946 til 1961, hos IFK Göteborg i sin fødeby. Han vandt det svenske mesterskab med klubben i 1958.
Hansson spillede desuden ni kampe for Sveriges landshold. Han repræsenterede sit land ved OL 1952 i Helsinki, hvor svenskerne vandt bronze.
Efter sit karrierestop fungerede Hansson i en årrække som træner, blandt andet for sin gamle klub som aktiv, IFK Göteborg, samt for en anden Göteborg-klub, GAIS.

## Titler
Allsvenskan
- 1958 med IFK Göteborg